# 肉屋の店 (カラッチの絵画)
『肉屋の店』（にくやのみせ、伊: Bottega del macellaio、英: Butcher's Shop）は、イタリアのバロック絵画の巨匠アンニーバレ・カラッチがキャンバス上に油彩で描いた絵画である。描かれている肉屋は画家の従弟ルドヴィコ・カラッチの父親の生業であったため、画家はこの職業に非常に慣れ親しんでいたのであろう。作品には2点のヴァージョンがあり、どちらも1580年代初期に制作された。1点はイギリスのオックスフォードにあるクライスト・チャーチ絵画館に、もう1点は米国テキサス州フォートワースにキンベル美術館に所蔵されている。クライスト・チャーチ絵画館にあるヴァージョンは、マントヴァ公のゴンザーガ家とイングランド王チャールズ1世のコレクションにあったもので、20世紀にアンニーバレの作品と認識されるまで長い間、オックスフォードの大学厨房に掛けられていた。

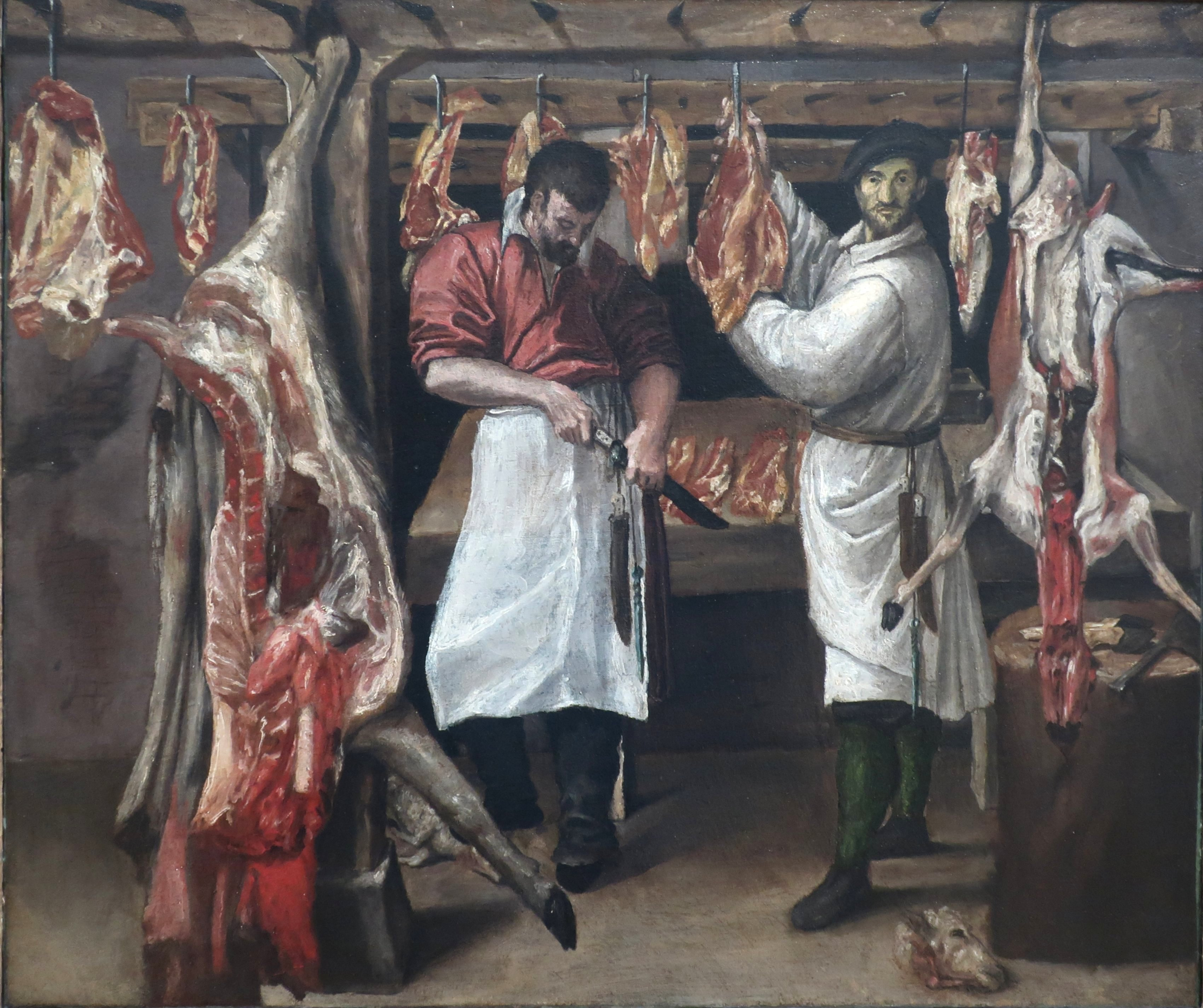
アンニーバレ・カラッチ『肉屋の店』(1580年代初期)、キンベル美術館、59.7 × 71 cm

## 背景
カラッチは、ヴィンチェンツォ・カンピとバルトロメオ・パッサロッティに日常生活の主題を描くことで影響を受けた。実際、『肉屋の店』は当初、こうした情景を専門にえがいていたパッサロッティに帰属されていた。この作品には、カラッチが自身の様式を適合させる能力が現れている。すなわち、『豆を食べる男』や『肉屋の店』などの「俗的」な主題を描くときに画家の様式は「俗的」なものとなり、ほぼ同時期の『聖母被昇天』 (プラド美術館) などのより古典的な作品においては、「俗的」な主題と同じように易々とより完成された様式を用いることができたのである。 
2点の『肉屋の店』は、最も初期のイタリアの風俗画の例として同時期に制作されたアンニーバレの『豆を食べる男』 (コロンナ絵画館)  と関連性を持つ。クライストチャーチ絵画館にある『肉屋の店』は、当時こうした主題を扱った絵画としては例外的な大きさであり、肉屋のギルド (同業者組合) により委嘱されたか、看板として使用するために委嘱されたものであると提言されている。

## 作品
本作は、肉屋の店先をきわめて自然主義的に描いている。後方には客の老女が顔をのぞかせ、台の下には犬の姿が見える。また、画面左端には、まるで実用的でないコッドピース (股間を覆う袋) を着けた斧槍兵もおり、絵画は生き生きとしたユーモアに溢れている。
『肉屋の店』では、カラッチ家の人々がモデルになっているといわれる。実際、絵画はアンニーバレと、やはり画家であった兄アゴスティーノ・カラッチおよび従弟のルドヴィコ・カラッチらを描いたカラッチ一族の肖像画であるという説、または肉屋になぞらえた工房の情景であるという説が主張されている。いずにしても、市井の人物群像を等身大に描いたこの絵画は、写実主義の画家ギュスターヴ・クールベの先駆ともいうべき革新的な風俗画である。
一方、本作は「生身のモデル (から描く)」と「赤身肉」という二重の意味を持つイタリア語「viva carne」を表す寓意画であるという説もある。さらに、作品には宗教的な解釈もある。肉を量る肉屋の姿は最後の審判で魂を量る大天使ミカエルの姿を彷彿とさせ、画面前景で目立つ、殺されている仔羊はイエス・キリストを示唆するというものである。
X線による調査では、何人かの人物に大きな変更がなされていることが判明した。たとえば、テーブルの端にある手は明らかに老女のものであるが、彼女の身体とは釣り合わない。本来、彼女の右側にいる肉屋の男の手であったのかもしれない。